# カトリック愛野集会所
カトリック愛野集会所（カトリックあいのしゅうかいじょ）は、長崎県雲仙市愛野町にある、キリスト教（カトリック）の聖堂。
サレジオ会がカトリック長崎大司教区から委託を受けて司牧を行っていたが、2020年度をもって小教区評議会の機能を停止したため2024年からは諫早小教区所属の集会所となる。

## 解説[2]
愛野展望台の近傍に愛野無線局があって、そこに五島出身の信徒が多数勤務していたが、無線局の整理統合に伴い他へ移転したため、現在の雲仙市愛野町を中心とした周辺の四カ町に散在する僅かな信徒が司牧の対象となっている。
敷地に隣接して小さき花の幼稚園がある。

## 沿革
1951年11月、スカボロ会によって創立されたが、1970年秋にスカボロ会が撤退した後、暫く諫早小教区の巡回教会としての期間を経て、1974年3月から、サレジオ会に委託される。前述のとおり2024年度から諫早小教区の集会所になり、現在に至っている。